# Renato Degiovani
Renato Degiovani é o primeiro projetista de jogos brasileiro a criar e produzir profissionalmente um jogo de computador em língua portuguesa, no início da década de 1980. Foi colaborador e diretor-técnico da primeira revista brasileira de microcomputadores, a Micro Sistemas. Atualmente é editor e produtor da página TILT online, onde escreve artigos técnicos de programação e design de jogos, bem como cria os jogos comercializados pela mesma.

## Formação profissional
Em 1979, quando estava concluindo a graduação em Desenho Industrial e Comunicação Visual pela PUC/RJ, Degiovani decidiu adquirir um "clone" do Sinclair ZX80, o NE-Z80, vendido através da revista Nova Eletrônica. Na época já se interessava por computação e informática, mas computadores ainda eram artigos raros e  caros no Brasil.
Em depoimento ao sítio Superdownloads, Degiovani informou que seus objetivos iniciais seriam a utilização do computador para cálculos de exposição fotográfica, duplicação de slides e diagramação de páginas, e para isso teve de começar a aprender programação. Todavia, no princípio de 1980 acabou travando contacto com um "adventure", o Asylum, para a linha TRS-80, e, embora sua reação inicial tenha sido negativa, descobriu posteriormente que poderia criar seus próprios jogos de aventura e decidiu investir nesta nova atividade.

## Micro Sistemas e além
Com o surgimento da Micro Sistemas, em 1981, obteve um espaço para trocar ideias com outros interessados no desenvolvimento de jogos  e, posteriormente, para publicar seus próprios programas. O primeiro, uma encomenda da  própria revista, foi um jogo totalmente escrito em Assembler, o "Aeroporto  83", publicado na edição 22 (Julho de 1983). O sucesso foi tamanho que ele  produziu outro material para a edição seguinte, desta vez um "adventure" o "Aventuras na Selva" (e que acabaria dando  origem à sua criação mais famosa, "Amazônia").
No final de 1984, Degiovani foi convidado a montar o primeiro curso de criação de  jogos no Brasil. É nesta mesma época, e em decorrência do próprio curso, que ele criou  a primeira versão do TILT, um jornal alternativo, dedicado a construção de jogos.  Segundo Degiovani, ainda havia na época (1984/85), "muito preconceito em relação a  tratar com seriedade os jogos", e ele pretendia mudar esse quadro. Todavia, o jornal  teve curta duração e ele só iria retomar a ideia no início dos anos 1990.
No início de 1985, já como Diretor-Técnico da "Micro Sistemas", ele vislumbrou o  potencial dos micros da linha MSX, que estavam sendo desenvolvidos para lançamento  no Brasil através das empresas Gradiente e Sharp; devido a reserva de mercado de informática, os computadores até então  produzidos no país estavam bastante defasados em relação aos micros existentes no  exterior. Com a entrada no mercado dos MSX, tecnologicamente mais avançados, e a  expansão da base instalada de PCs, era de se presumir que o segmento de micros domésticos, (representados pelo "tripé" TRS-80, Apple e  Sinclair), até então privilegiado pela "Micro Sistemas", estava com os dias contados.
Todavia, em fins de 1985 a direção da revista não parecia disposta a fazer uma avaliação crítica dos rumos que deveria seguir dali em diante, limitando-se a repetir a velha fórmula de sucesso que havia funcionado anteriormente. Este foi o começo dos  atritos entre Degiovani e a fundadora da "MS", Alda Campos, atritos que se  intensificariam no final do ano seguinte, quando foi feito o planejamento estratégico  para 1987. Segundo a área de marketing da revista, além de preservar o perfil  editorial existente, esta deveria rumar gradualmente para um segmento definido como  "uso profissional do computador". Na opinião de Degiovani, este era um erro grave, que  já havia levado à morte outras publicações de informática no país.
Inconformados, Degiovani e boa parte de sua equipe decidiram afastar-se da "Micro  Sistemas". Todavia, com a saída de Alda Campos em Dezembro de 1986 e após passar boa  parte de 1987 tentando encontrar um rumo definido, a ATI Editora, que publicava a "MS", decidiu reconvocar Degiovani no final deste mesmo ano, para que efetuasse as mudanças  que julgasse necessárias. A resposta de Degiovani para a crise que rondava a revista  foi ampliar a participação dos leitores e colaboradores, e o espaço dedicado aos artigos técnicos (dois dos aspectos mais fortes da "MS", e que vinham sendo  negligenciados nos últimos dois anos, em busca de uma linha mais "profissional").

## Um "choque de gestão"
No início de 1990, com o fim da reserva de mercado à vista, ele preparou a revista  para a implantação de um novo projeto editorial, que incluía "a estruturação de um  corpo de colaboradores mais afinado com as novas características do mercado; maior  ênfase às aplicações de software; a divulgação de projetos de hardware; uma abordagem  mais acessível dos micros PCs, inclusive no que diz respeito à programação em linguagem  de máquina, um assunto nunca abordado em outras revistas; e emoldurando esse quadro, um  novo projeto gráfico para a revista, que passaria a ser inteiramente diagramada, em  desktop publishing" (trecho de matéria comemorativa  publicada na "MS" 100).
Todavia, pouco menos de cinco anos depois deste "choque de gestão", em Novembro de  1995, Degiovani acabaria por se afastar definitivamente da revista. Durante o ano  seguinte, ele retomou a ideia original da TILT como uma publicação voltada para o segmento de criação gráfica de jogos, e em 15 de Fevereiro de 1997, ele levou o  projeto para a Internet, com a TILT online.
A ideia por trás da TILT era fornecer conteúdo para quem desenvolve ou pretende  desenvolver jogos. Além de uma área de livre acesso, há outra só para sócios, com direito a baixar conteúdos exclusivos. Para que os candidatos a "game designer" pudessem conferir as dificuldades pelas quais passa o desenvolvedor brasileiro, ele criou o jogo  "The Game Producer", onde o objetivo é gerenciar uma produtora de jogos — sem levá-la à falência.

## Por uma cultura de jogos brasileiros
É importante salientar que durante toda a sua carreira de desenvolvedor de games, Renato Degiovani foi sempre defensor ferrenho de uma cultura brasileira para jogos de computador. Atestam isso suas principais criações, como Amazônia, Serra Pelada, Angra-I e mais recentemente o Mensalão - jogo baseado no escândalo político de mesmo nome.
Degiovani participa ativamente das principais listas de discussão sobre desenvolvimento de jogos, além de cursos de graduação e pós graduação, palestras e mesas redondas. Profissional de design for formação acadêmica, é de fato o primeiro Game Designer brasileiro que se tem notícia.
Foi integrante do conselho da Abragames, uma associação de empresas brasileiras de produção de jogos, onde sempre defendeu a autonomia do setor e a busca por um modelo brasileiro de distribuição de jogos.